# Oncidium sphacelatum
O Oncidium sphacelatum é uma espécie de orquídeas do gênero Oncidium, também chamado de dama dançante, da subfamília Epidendroideae da família das Orquidáceas.

## Etimologia
Estas orquídeas se agrupam dentro das touceiras 

O nome científico vem do latim Oncidium="inchaço", "tubérculo" e 
sphacelatum="morte", "enfermidade" .
 
Para os índios meso-americanos, o amarelo-sol atravesado por franjas vervelho-escuras, significa o sangue humano sobrevivendo ao sol em tempo de perigo.

## Sinônimos
- Oncidium stenostalix Rchb.f ex Kraenzel. 1922.
- Oncidium sphacelatum var. majus Lindl. (1841)
- Oncidium sphacelatum var. minus Lindl. (1841)
- Oncidium massangei E. Morren (1877)

## Habitat
Esta espécie é originária de Campeche, no Sul do México, da América Central e do SE da Venezuela. Esta Orquídea cresce sobre árvoees. Área de clima úmido e quente de terras situadas abaixo de 1000 metros. 

## Descrição
O Oncidium sphacelatum é uma orquídea epífita e ocasionalmente rupícola com pseudobulbos cilíndricos achatados lateralmente de que saem apicalmente duas folhas coriáceas estreitas oblongo linguladas, em seu centro nascem duas hastes florais de pequenas e numerosas flores. Possui ramo floral paniculado.

Flores en racemo médio de muitas flores de pequeno tamanho de cor amarelo forte com manchas de cor café. 

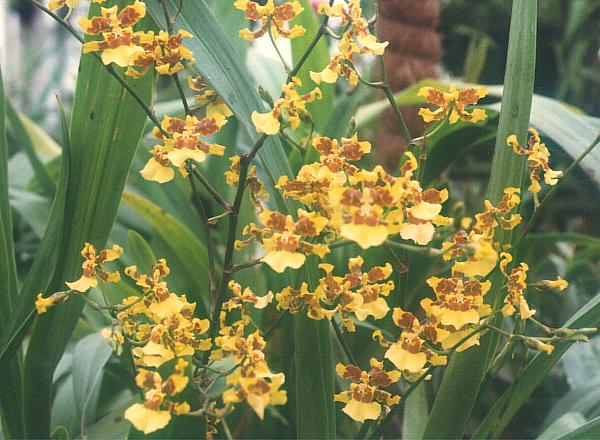
Haste floral de Oncidium sphacelatum.

## Cultivo
Tem preferência por alta luminosidade ou com sombra moderada. Para cultivar, deve-se plantar em um tronco com a base reta não muito largo, para que se possa manter em pé e planta-se a orquídea amarrada a um tutor virado para o leste.

Pode-se colocar no exterior como os Cymbidiums para estimular a floração. No inverno, manter o substrato seco com poucas regas. Floresce em Janeiro e em Fevereiro em seu habitat..